# Pekanbaru
Pekanbaru es una ciudad de Indonesia, en la isla de Sumatra.

## Geografía
Pekanbaru es la capital de la provincia de Riau. Tiene una superficie de 446,5 km² y una población de 717.618 habitantes (2005). Se encuentra a orillas del río Siak, que desemboca en el estrecho de Malaca. Pekanbaru tiene acceso directo al estrecho y un conocido puerto comercial desde hace tiempo (el nombre de la ciudad en indonesio quiere decir mercado nuevo).
La ciudad está dividida en 9 subdistritos (kecamatan). El Aeropuerto Internacional Sultan Syarif Qasim II de Pekanbaru tiene vuelos directos a Batam, Yakarta, Malasia (Malacca y Kuala Lumpur), Singapur y otros destinos en Indonesia.

### Clima
| Parámetros climáticos promedio de Pekanbaru | Parámetros climáticos promedio de Pekanbaru | Parámetros climáticos promedio de Pekanbaru | Parámetros climáticos promedio de Pekanbaru | Parámetros climáticos promedio de Pekanbaru | Parámetros climáticos promedio de Pekanbaru | Parámetros climáticos promedio de Pekanbaru | Parámetros climáticos promedio de Pekanbaru | Parámetros climáticos promedio de Pekanbaru | Parámetros climáticos promedio de Pekanbaru | Parámetros climáticos promedio de Pekanbaru | Parámetros climáticos promedio de Pekanbaru | Parámetros climáticos promedio de Pekanbaru | Parámetros climáticos promedio de Pekanbaru |
| Mes                                         | Ene.                                        | Feb.                                        | Mar.                                        | Abr.                                        | May.                                        | Jun.                                        | Jul.                                        | Ago.                                        | Sep.                                        | Oct.                                        | Nov.                                        | Dic.                                        | Anual                                       |
| ------------------------------------------- | ------------------------------------------- | ------------------------------------------- | ------------------------------------------- | ------------------------------------------- | ------------------------------------------- | ------------------------------------------- | ------------------------------------------- | ------------------------------------------- | ------------------------------------------- | ------------------------------------------- | ------------------------------------------- | ------------------------------------------- | ------------------------------------------- |
| Temp. máx. abs. (°C)                        | 36.0                                        | 35.7                                        | 36.0                                        | 37.2                                        | 36.7                                        | 39.8                                        | 36.2                                        | 39.6                                        | 35.7                                        | 36.5                                        | 35.4                                        | 37.0                                        | 39.8                                        |
| Temp. máx. media (°C)                       | 31.7                                        | 32.4                                        | 33.0                                        | 33.4                                        | 33.4                                        | 33.3                                        | 33.0                                        | 32.9                                        | 32.7                                        | 32.8                                        | 32.4                                        | 31.7                                        | 32.7                                        |
| Temp. media (°C)                            | 27.1                                        | 27.5                                        | 27.8                                        | 28.2                                        | 28.3                                        | 28.1                                        | 27.8                                        | 27.7                                        | 27.6                                        | 27.8                                        | 27.5                                        | 27.2                                        | 27.7                                        |
| Temp. mín. media (°C)                       | 22.5                                        | 22.5                                        | 22.6                                        | 22.9                                        | 23.1                                        | 22.9                                        | 22.5                                        | 22.5                                        | 22.4                                        | 22.7                                        | 22.6                                        | 22.6                                        | 22.7                                        |
| Temp. mín. abs. (°C)                        | 18.7                                        | 12.5                                        | 13.4                                        | 17.0                                        | 12.4                                        | 19.0                                        | 18.5                                        | 15.5                                        | 18.0                                        | 19.0                                        | 19.0                                        | 14.6                                        | 12.4                                        |
| Fuente: cuacalab.id                         |                                             |                                             |                                             |                                             |                                             |                                             |                                             |                                             |                                             |                                             |                                             |                                             |                                             |

## Economía
Un asentamiento ha existido en este lugar desde el siglo XVII. A finales del siglo XIX, se desarrolló la ciudad para servir a la industria del café y del carbón, y los holandeses construyeron caminos para ayudar a los buques de mercancías de Singapur y Malaca (ahora Melaka). Tras el descubrimiento de petróleo en la región en la década de 1930, la economía de Pekanbaru ha dependido en gran medida de los ingresos del petróleo y se ha convertido en la ciudad con el más alto ingreso per cápita en Indonesia.
La mayor parte del petróleo de Indonesia se produce en Riau, y gran parte de la economía de Pekanbaru se basa en la industria del petróleo. Empresas petroleras internacionales como Chevron de Estados Unidos, así como otras empresas de Indonesia, han establecido sus oficinas en la región.
La ciudad está comunicada por carretera con la refinería de petróleo y el puerto de Dumai. Muchas instalaciones, que incluyen um aeropuerto, tres estadios (la construcción de un cuarto), piscinas, uno de los dos puentes que cruzan el río Siak cerca de la ciudad, las carreteras del área de Rumbai, y también la carretera de Dumai, han sido financiados parcial o totalmente por las empresas petroleras que trabajan en la zona.

## Lugares de interés
Algunos lugares de interés turístico en Pekanbaru son la Gran mezquita de An-Nur, Alam Mayang Fishing Garden, el museo Sang Nila Utama,el Parque Cultural Riau, Los Jardines de la Princesa Kaca Mayang , y el lago artificial de Sari Valley . Pekanbaru es cada vez más conocida como un centro de la cultura malaya. En ella se celebró un festival de la cultura malaya en 2004.

## Ciudades hermanadas
| - Atlanta, Georgia, Estados Unidos. - Bandar Lampung, Lampung, Indonesia. - Bandung, Java Occidental, Indonesia. - Batam, Archipiélago de Riau, Indonesia. - Chongqing, China. - Đà Nẵng, Vietnam. - Daegu, Yeongnam, Corea del Sur. - Dávao, Filipinas. - Fukushima, Japón. - Kota Bharu, Kelantan, Malasia. - Liuzhou, Guangxi, China. - Malaca, Malasia. - Phuket, Tailandia. - San José, California, Estados Unidos. - Suwon, Gyeonggi, Corea del Sur. | - Utrecht, Utrecht, Países Bajos. - Yeda, La Meca, Arabia Saudita. - Zamboanga, Filipinas. |